# 孫永穆
孫永穆，韓國電視劇編劇，或譯孫永睦，常見錯譯為孫英睦。

## 作品

### 電視劇
- 1994年：MBC《最後的勝負》
- 1995年：KBS《喝采》
- 1995年：KBS《風的兒子》
- 1996年：KBS《遙遠的國度》
- 1997年：KBS《當他呼喚我的時候》
- 1998年：KBS《天使之吻》
- 1999年：KBS《姐姐的鏡子》
- 2000年：KBS《雷聲》
- 2005年：KBS《風花》
- 2009年：KBS《千秋太后》
- 2010年：KBS《總統》
- 2012年：MBC《May Queen》
- 2013年：MBC《黃金彩虹》
- 2015年：MBC《華麗的誘惑》
- 2017年：MBC《小偷傢伙，小偷大人》

## 獲獎
- 2012年：MBC電視劇大賞－作家獎（May Queen）

## 外部連結
- NAVER搜索（页面存档备份，存于）